# Murcia
Murcia (AFI: /ˈmurʧa/; in spagnolo /ˈmurθja/) è una città della Spagna meridionale, capitale della comunità autonoma di Murcia. Con 469 177 abitanti (dati 2023), è la settima città spagnola per popolazione.
Città industriale e commerciale, è al centro di un vasto e fertile territorio (la Huerta de Murcia) irrigato dal fiume Segura.
Situata nel sud-est della Penisola iberica a circa 40 km dal Mar Mediterraneo, l'area metropolitana di Murcia, seppur non riconosciuta ufficialmente, comprende una decina di comuni contigui per un totale di circa 650 000 abitanti rendendola pertanto la 10ª area metropolitana spagnola.
La cattedrale di Murcia è il luogo di culto cattolico più importante della città e della regione. È sede vescovile e universitaria. Proprio per la presenza di due Università (la Universidad de Murcia e la privata UCAM) è una città con molte presenze giovanili, studenti sia spagnoli che esteri, tra cui molti Erasmus. Sono presenti in città anche diversi grossi complessi commerciali. Il club calcistico con maggiore storia è il Real Murcia, che gioca nel nuovo stadio "Nueva Condomina" dal 2006.

## Storia
I Cartaginesi stabilirono una zona di commercio permanente che i Romani chiamarono Carthago Nova. La Murcia romana fu uno dei territori che formarono la Hispania Tarraconensis.
Non lontano da un insediamento di epoca tardoantica, gli Arabi di al-Andalus fondarono Madīna Mursiya (città di Murcia) che presto divenne un fiorente centro dipendente da Cordova e fu diverse volte residenza del califfo.
La provincia fu conosciuta come Todmir e comprendeva, secondo al-Idrīsī, un cartografo arabo musulmano dell'XI secolo, le città di Murcia, Orihuela, Cartagena, Lorca, Mula e Chinchilla. Dal 1224 fu capitale di una Taifa indipendente, finché nel 1243 venne conquistata da Ferdinando III e annessa al regno di Castiglia, di cui seguì poi le sorti. Tra il 1265 e il 1266, visse una ribellione che fu poi contenuta, anche se le comunità musulmane della città subirono nei fatti diverse restrizioni (conquista di Murcia (1265-1266)).

## Monumenti
- Cattedrale di Santa Maria: la chiesa, in stile gotico spagnolo, viene edificata tra il 1394 e il 1467, ma i lavori continuano nei secoli successivi con aggiunte e modifiche, tra le quali spicca la monumentale e fastosa facciata-retablo, considerata uno dei migliori esempi del barocco andaluso, opera dell'architetto spagnolo Jaime Bort, ricca di decorazioni e sculture.
- La chiesa barocca di Santa Eulalia che contiene il Museo de la Muralla Árabe (Museo delle mura arabe) dedicato agli scavi archeologici nel tracciato delle opere difensive musulmane e di una necropoli.
- La chiesa barocca di Sant'Andrea con annessa la cappella del Gesù a pianta ellittica.

- La chiesa di San Michele, chiesa barocca eretta tra il XVII secolo e il XVIII, con pregevoli opere di Francisco Salzillo e del padre Nicola.
- San Nicolas chiesa del 1736.
- Museo Arqueológico.
- Museo de Bellas Artes.
- La Merced, chiesa del 1560 rifatta nel 1713-27, faceva parte di un convento ora sede dell'Università.
- Palacio Episcopal del 1757-60 con facciata rococò e patio churrigueresco.
- Paseo del Malecón, terrazza su una lunga diga costruita dai Romani a difesa dalle inondazioni;
- museo salzillo, dove ci sono presepi del 1700.

Nei dintorni: Cresta del Gallo, bassa catena montuosa con rocce scabre giallastre ed un paesaggio quasi lunare sul versante meridionale; 
Monasterio de la Fuensanta del XVII secolo che contiene l'immagine della Virgen de Fuensanta patrona di Murcia, e dal quale si gode un bel panorama; 
Cristo de Monteagudo enorme statua di Gesù posta sulla sommità di un'altura non lontano dal centro; 
Monasterio de los Jerónimos fondato nel 1578 e rifatto nel '700.

## Università
Murcia ha due università:
- L'Università di Murcia, pubblica e fondata nel 1912.
- L'Università Cattolica Sant'Antonio di Murcia o UCAM, privata e fondata nel 1996.

## Infrastrutture e trasporti
La città è servita dall'aeroporto internazionale della Regione di Murcia, che si trova a circa 20 km di distanza dal centro urbano. Il trasporto pubblico urbano è affidato anche ad una rete tranviaria.
Murcia è altresì servita da una rete ferroviaria suburbana, le Cercanías di Murcia e Alicante, attraverso la Stazione di Murcia del Carmen.
Dalla città passano due autovías: l'A-7 e l'A-30. Numerose strade nazionali e regionali si diramano inoltre dalla città.

## Tradizioni
La città di Murcia è attraversata da un piccolo fiume, il Rio Segura. Nel fiume stesso si trova una costruzione a forma di sardina, considerata uno dei simboli della città. Proprio alla sardina infatti, è dedicata una delle due feste più famose e importanti della città di Murcia: l'Entierro de la Sardina en Murcia (il funerale della sardina a Murcia), una festa considerata di interesse turistico internazionale. Questa si svolge ogni anno, il sabato seguente al giorno di Pasqua ed è caratterizzata da una sfilata di carri allegorici che culmina con l'incendio del carro allegorico che rappresenta la sardina stessa. Qualche giorno prima, il martedì dopo la domenica di Pasqua, si svolge l'altra festa di rilevante importanza che caratterizza la città: il Bando de la Huerta (bando del terreno coltivato), in cui si assiste a varie sfilate di carri e processioni e durante la quale i murciani di tutte le età si travestono con il tipico vestito da contadino murciano.

## Clima
| Murcia              | Mesi | Mesi | Mesi | Mesi | Mesi | Mesi | Mesi | Mesi | Mesi | Mesi | Mesi | Mesi | Stagioni | Stagioni | Stagioni | Stagioni | Anno |
| Murcia              | Gen  | Feb  | Mar  | Apr  | Mag  | Giu  | Lug  | Ago  | Set  | Ott  | Nov  | Dic  | Inv      | Pri      | Est      | Aut      | Anno |
| ------------------- | ---- | ---- | ---- | ---- | ---- | ---- | ---- | ---- | ---- | ---- | ---- | ---- | -------- | -------- | -------- | -------- | ---- |
| T. max. media (°C)  | 15,8 | 17,1 | 20,0 | 22,0 | 25,4 | 30,1 | 33,0 | 33,1 | 30,2 | 25,0 | 20,2 | 16,9 | 16,6     | 22,5     | 32,1     | 25,1     | 24,1 |
| T. min. media (°C)  | 4,8  | 5,6  | 8,1  | 10,5 | 13,4 | 17,3 | 19,5 | 19,6 | 17,4 | 13,2 | 9,0  | 6,5  | 5,6      | 10,7     | 18,8     | 13,2     | 12,1 |
| Precipitazioni (mm) | 23   | 18   | 22   | 37   | 30   | 12   | 2    | 7    | 29   | 48   | 30   | 35   | 76       | 89       | 21       | 107      | 293  |

## Amministrazione

### Gemellaggi
Murcia è gemellata con le seguenti città:
- Miami, dal 1994[6]
- Lecce, dal 2001
- Grasse
- Santa Maria Capua Vetere
- Irapuato
- Murcia
- Łódź, dal 1999[6]
- Genova, dal 2021

## Sport
La storica squadra di calcio locale, Real Murcia, milita nella terza serie del campionato spagnolo di calcio, mentre l'UCAM Murcia milita nella quarta divisione. Nella pallavolo maschile, la città è rappresentata dal Club Deportivo Voleibol Murcia. La squadra di pallacanestro locale, il Club Baloncesto Murcia, gioca nella Liga ACB.
Dal 2010 al 2012, inoltre, nella città ha avuto la propria sede il quartier generale di una scuderia di Formula 1, la HRT Formula 1 Team.
Murcia è la città natale del tennista Carlos Alcaraz e del pilota motociclistico Fermín Aldeguer.

## Galleria d'immagini

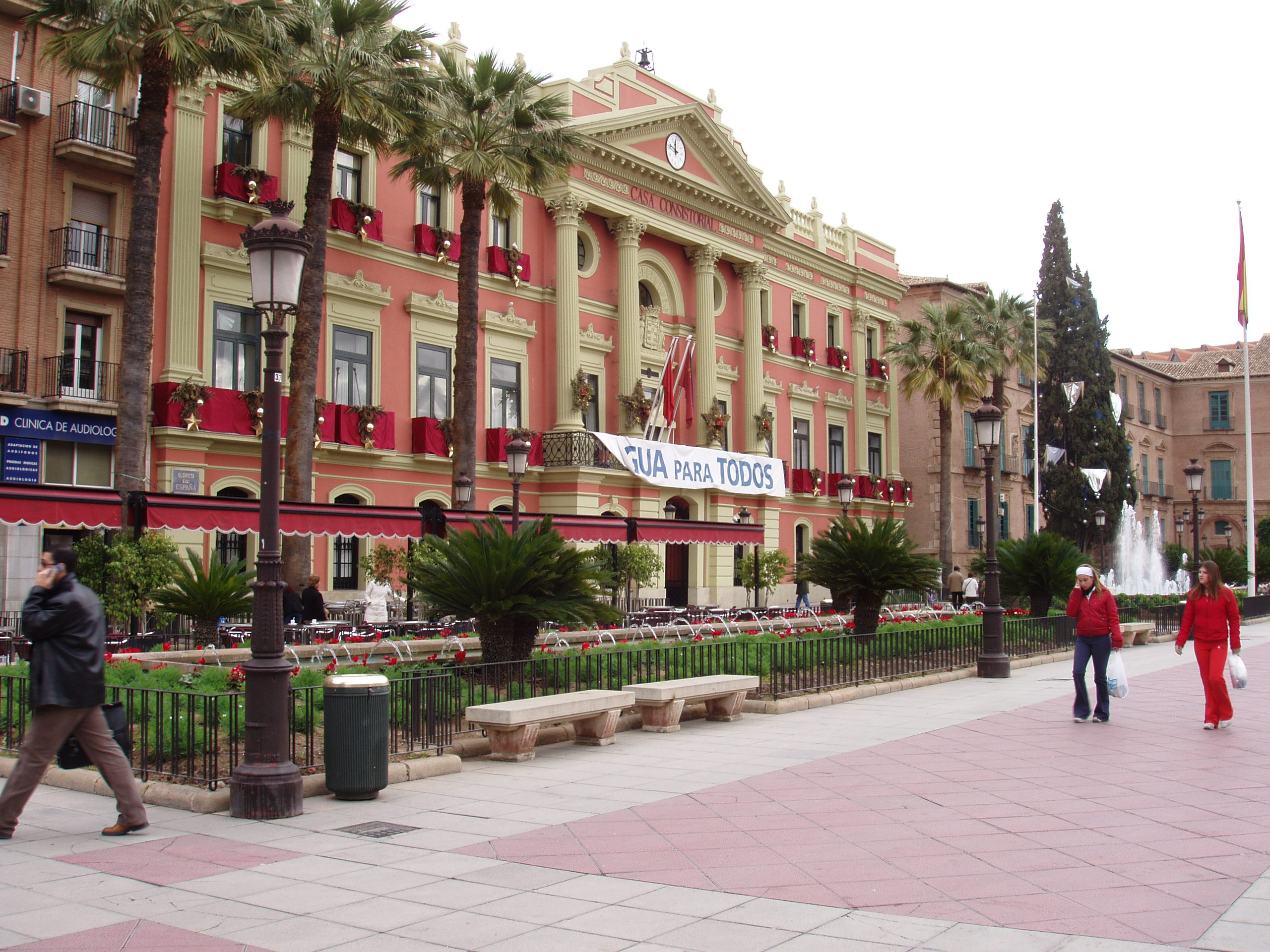
La Glorieta, col municipio sulla sinistra
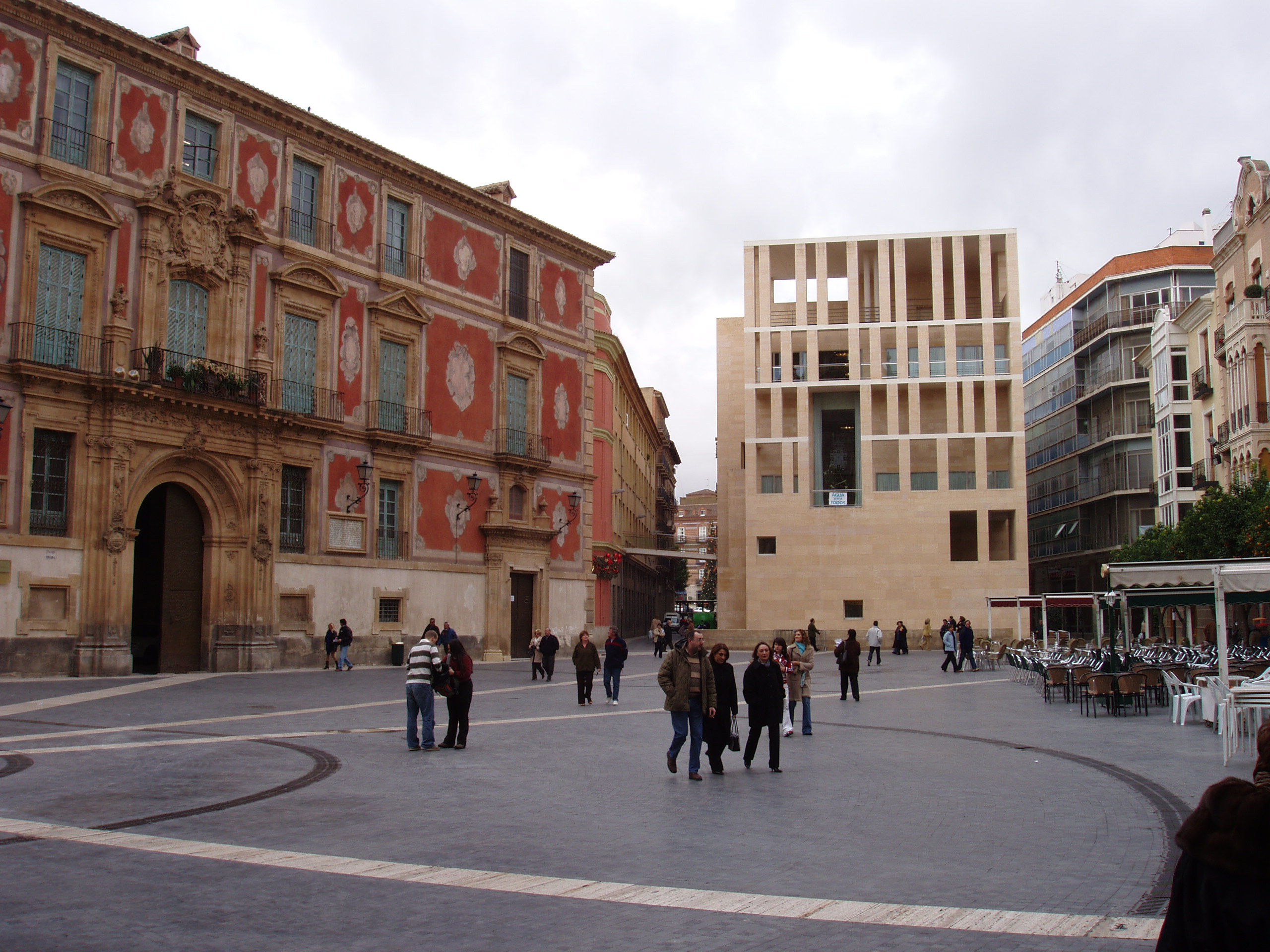
Plaza Cardenal Belluga (dalla cattedrale)
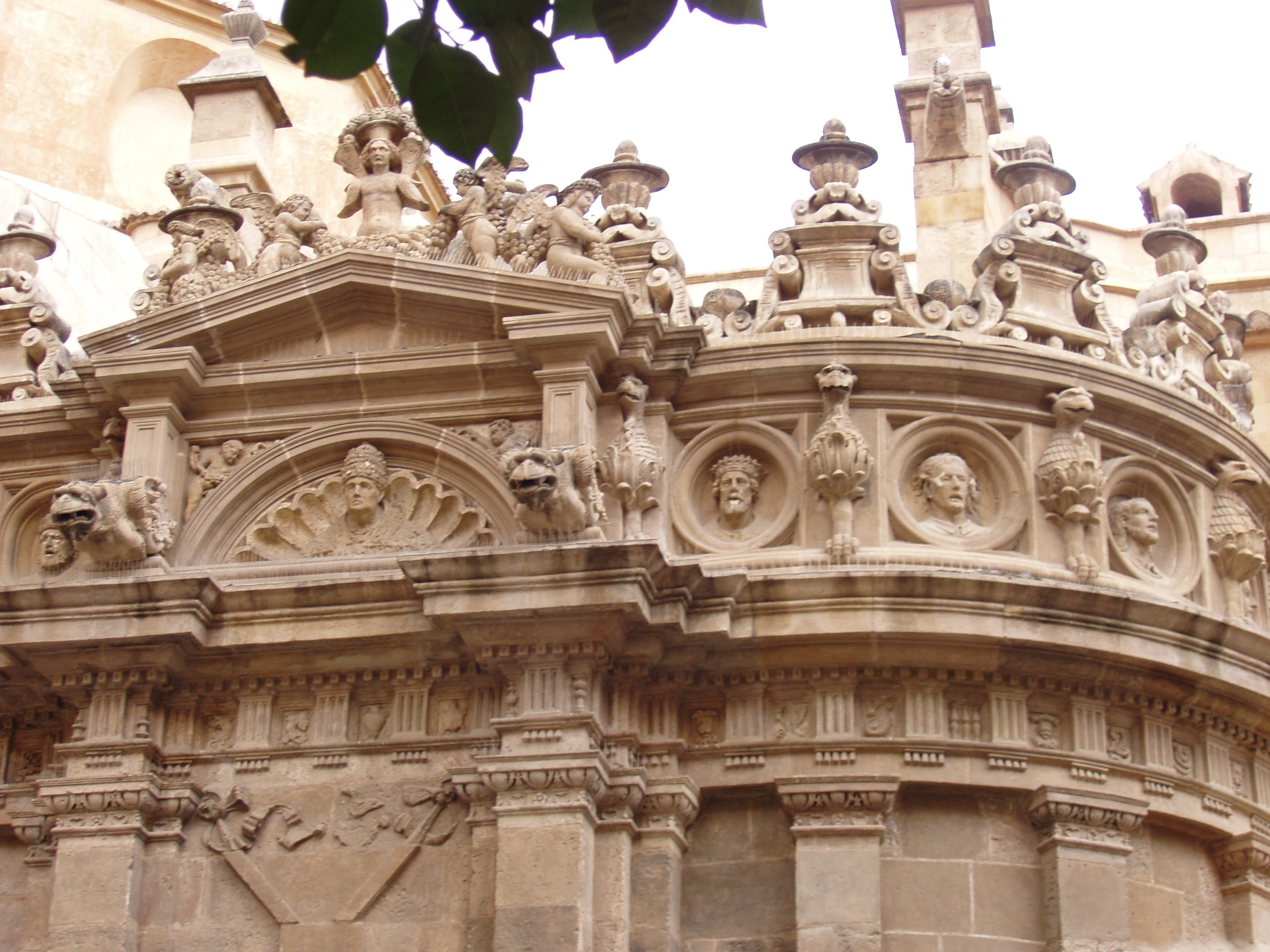
Cattedrale (dettaglio)
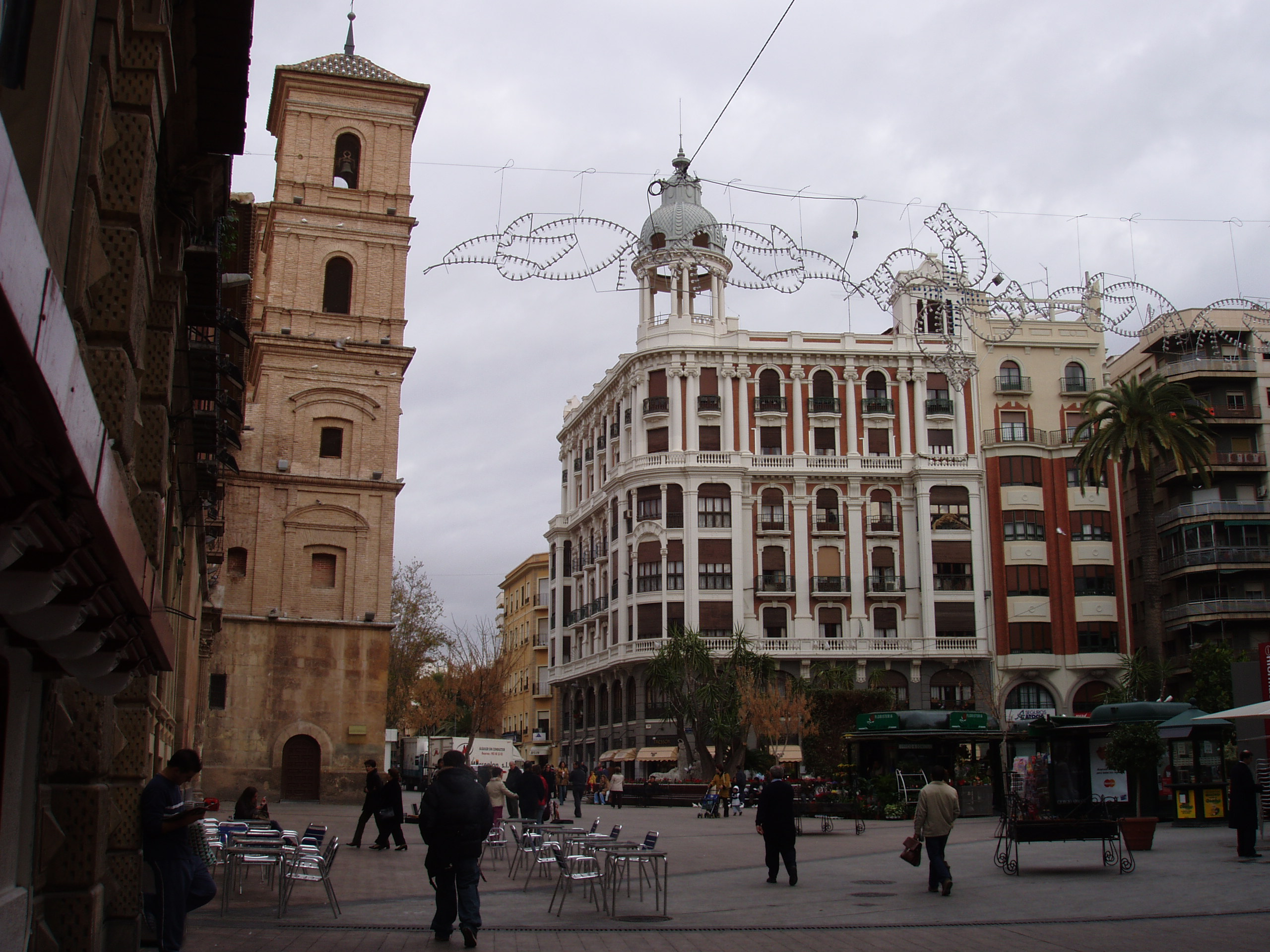
Plaza de Santo Domingo
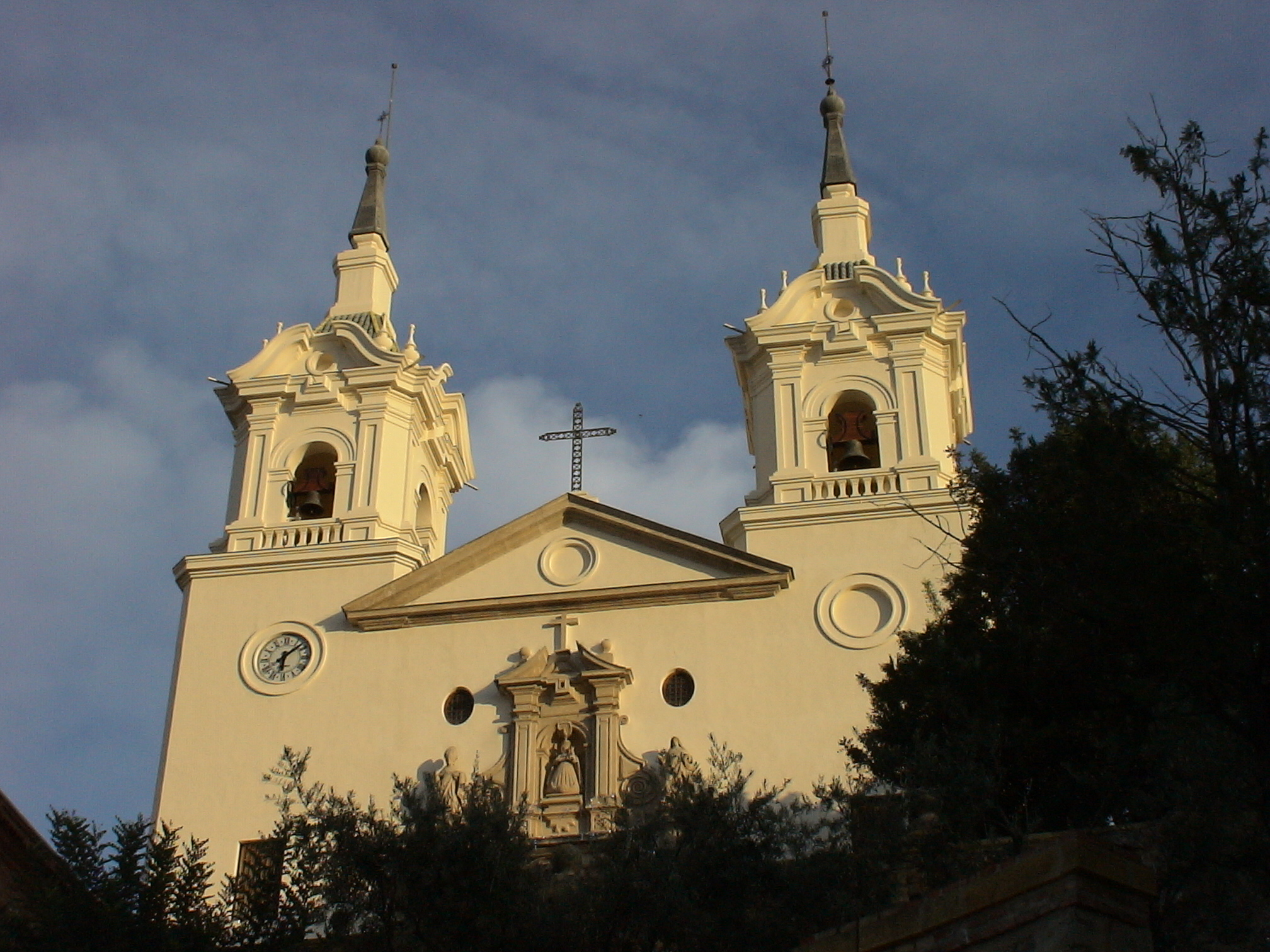
Fuensanta (Santuario della Vergine).
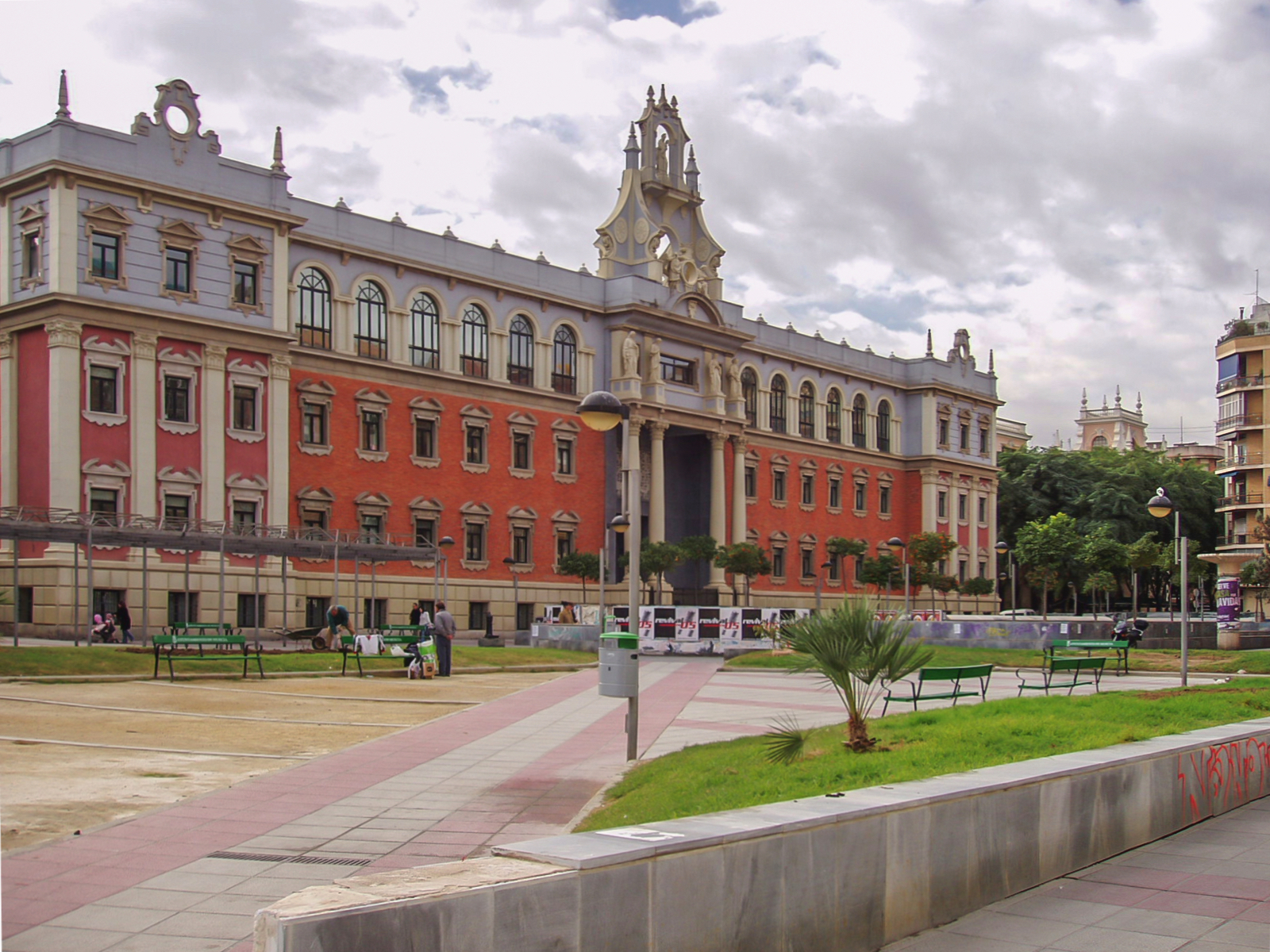
Sede dell'Università
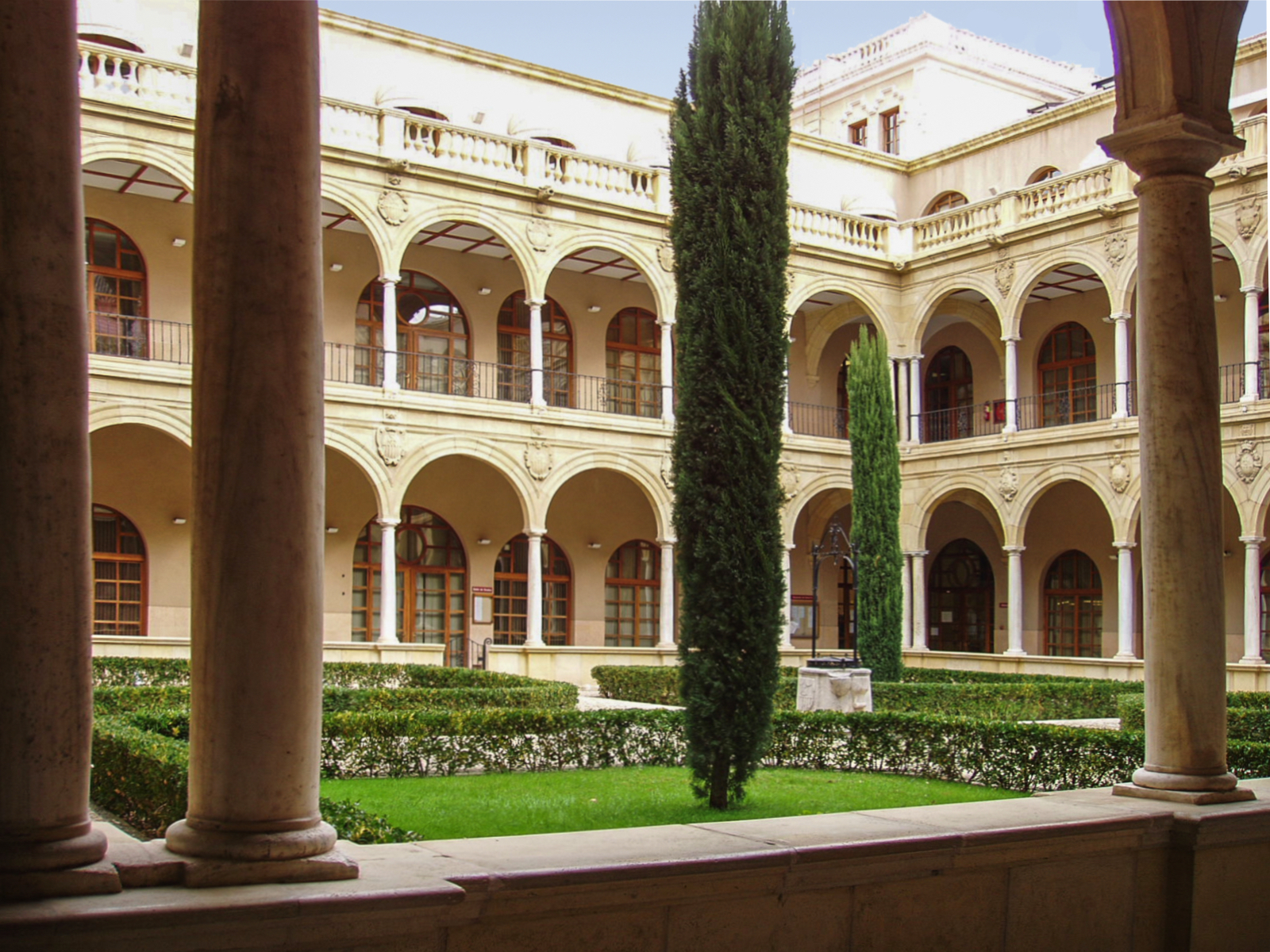
Sede dell'università (chiostro)